# José Ignacio (ville)
Pour les articles homonymes, voir José Ignacio.
José Ignacio est une ville et une station balnéaire de l'Uruguay située dans le département de Maldonado. Sa population est de 159 habitants.

## Population
| Année | Population |
| ----- | ---------- |
| 1963  | 26         |
| 1975  | 52         |
| 1985  | 99         |
| 1996  | 170        |
| 2004  | 159        |

,